# Capasa latentifascia
Capasa latentifascia là một loài bướm đêm trong họ Geometridae.